# Super Eurobeat Presents Euro Global
Albums de Globe
Relation
(1998) Outernet
(2001)
Compilations par Globe
Cruise Record
(1999)
Remix par Globe
First Reproducts
(1999)
Super Eurobeat Presents Euro Global (titré : SUPER EUROBEAT presents EURO global) est le deuxième album de remix de titres du groupe Globe, sorti en 2000.

## Présentation
L'album sort le 30 août 2000 au Japon sur le label Avex Trax, un an après le précédent album de Globe, sa compilation Cruise Record 1995-2000, et un an et demi après son premier album de remix, First Reproducts.
Il atteint la 3e place du classement des ventes de l'Oricon, et reste classé pendant onze semaines. C'est alors l'album attribué au groupe qui se soit le moins bien vendu.
Il contient des versions remixées dans le genre eurobeat par différents DJs étrangers de quatorze chansons du groupe, dont neuf parues précédemment en single dans leur version d'origine. Trois autres albums de remix de titres du groupe sortiront encore durant les années suivantes, mais dans le genre trance : Global Trance en 2001, Global Trance 2 en 2002, et Global Trance Best en 2003.
L'album fait partie d'une série d'albums de remix lancée par Avex Trax en 2000 sous le nom Super Eurobeat Presents : J-Euro, comprenant : Super Eurobeat presents ayu-ro mix et (...) ayu-ro mix 2 (remixes d'Ayumi Hamasaki), Hyper Euro MAX (de MAX), Euro Every Little Thing (d'Every Little Thing), et Euro "Dream" Land (de Dream).

## Liste des titres
Les paroles sont écrites par Tetsuya Komuro et Marc, sauf celles des titres n°1, 3, 4 (par Komuro), 5 (par Keiko), 11 et 12 (par Marc). Toute la musique est composée par Tetsuya Komuro. Les titres sont remixés par Dave Rodgers et Fabrizio Rizzolo et Raffaele Fiorillo (titres n°1, 6, 9, 11, 14), ou par Luca Degani et Sergio Dall'Ora (n°2, 4, 10, 12, 13), ou par Delta Team (n°3, 5, 7, 8).
| CD    | CD                                                                       | CD                                       | CD    | CD | CD | CD | CD | CD | CD |
| No    | Titre                                                                    | Description                              | Durée |    |    |    |    |    |    |
| ----- | ------------------------------------------------------------------------ | ---------------------------------------- | ----- | -- | -- | -- | -- | -- | -- |
| 1.    | Feel Like Dance (Traditional Mix) (Feel Like dance ...)                  | Remix du 1er single                      | 4:39  |    |    |    |    |    |    |
| 2.    | Freedom (Global Extended Mix) (FREEDOM ...)                              | Remix du 5e single                       | 5:24  |    |    |    |    |    |    |
| 3.    | Departures (Sunshine Mix) (DEPARTURES ...)                               | Remix du 4e single                       | 4:58  |    |    |    |    |    |    |
| 4.    | Music Takes Me Higher (High-Power Mix) (MUSIC TAKES ME HIGHER ...)       | Remix d'un titre de l'album Globe        | 5:28  |    |    |    |    |    |    |
| 5.    | Biting Her Nails (Wake Up Remix) (biting her nails ...)                  | Remix du 19e single                      | 4:23  |    |    |    |    |    |    |
| 6.    | Wanderin' Destiny (Eurosenti Mix)                                        | Remix du 11e single                      | 5:27  |    |    |    |    |    |    |
| 7.    | A Temporary Girl (Aggressive Mix) (a temporary girl ...)                 | Remix d'un titre de l'album Faces Places | 5:53  |    |    |    |    |    |    |
| 8.    | Faces Places (Aggressive Mix) (FACES PLACES ...)                         | Remix du 9e single                       | 5:46  |    |    |    |    |    |    |
| 9.    | Wanna Be a Dreammaker (Euro-Power Mix) (wanna Be A Dreammaker ...)       | Remix du 13e single                      | 5:05  |    |    |    |    |    |    |
| 10.   | Under Your Sky (Global Extended Mix) (UNDER Your Sky ...)                | Remix d'un titre de l'album Love Again   | 5:14  |    |    |    |    |    |    |
| 11.   | Letting Out A Deep Breath (Eurobeat Mix) (letting out a deep breath ...) | Remix d'un titre de l'album Relation     | 5:17  |    |    |    |    |    |    |
| 12.   | So Far Away From Home (Beautiful Journey) (Eurobeat Mix)                 | Remix d'un titre de l'album Faces Places | 5:27  |    |    |    |    |    |    |
| 13.   | Love Again (Eurobeat Mix) (Love again ...)                               | Remix du 12e single                      | 5:01  |    |    |    |    |    |    |
| 14.   | Face (Eurosenti Mix) (FACE ...)                                          | Remix du 8e single                       | 5:14  |    |    |    |    |    |    |
| 73:16 |                                                                          |                                          |       |    |    |    |    |    |    |